# Andrea Anderson-Mason
Andrea Anderson-Mason est une avocate et femme politique canadienne du Nouveau-Brunswick.

## Biographie
De 2018 à 2020, elle est ministre de la Justice, procureure générale du Nouveau-Brunswick et ministre responsable de la Société de développement régional dans le gouvernement progressiste-conservateur de Blaine Higgs. 
Elle représente la circonscription de Fundy–Les-Îles–Saint-Jean-Ouest à l'Assemblée législative du Nouveau-Brunswick à partir de l'élection générale du 24 septembre 2018 et elle est réélue aux élections générales de 2020. Elle ne se représente pas en 2024.